# Гурецкий, Анатолий Анатольевич
Анатолий Анатольевич Гурецкий (род. 18 марта 1955, с. Шипка, Григориопольский район, Молдавская ССР, СССР) — юрист, государственный деятель Приднестровской Молдавской Республики. Прокурор Приднестровской Молдавской Республики с октября 2006 по 10 октября 2012 и с 17 декабря 2016.
Министр юстиции Приднестровской Молдавской Республики с октября 2005 по октябрь 2006. Государственный советник юстиции 1-го класса.

## Биография
Родился 18 марта 1955 в селе Шипка Григориопольского района Молдавской ССР.
С 1962 по 1970 учился в средней школе села Шипка, затем в Григориопольской средней школе, которую окончил в 1972.
С 1972 по 1973 работал разнорабочим, каменщиком, монтажником.
С 1973 по 1975 проходил срочную службу в рядах Советской армии, в военной части Группы советских войск в Германии. После демобилизации в 1975 работал в колхозе имени Мичурина в селе Делакеу Григориопольского района.

### Образование
В 1975 поступил в Харьковский юридический институт имени Ф. Э. Дзержинского, окончил который в 1979.

### Карьера
С 1979 по 1983, после окончания института, работал в Прокуратуре Ленинского района Кишинёва.
В 1983 переведён на работу в аппарат Прокуратуры Молдавской ССР на должность прокурора отдела по надзору за рассмотрением гражданских дел в судах, позже был назначен заместителем начальника отдела.
С апреля 1988 по январь 1991 — прокурор Унгенской межрайонной прокуратуры.
В январе 1991 назначен на должность прокурора Дубоссарской межрайонной прокуратуры.
В 1992 перешёл с большей частью коллектива прокуратуры под юрисдикцию Приднестровской Молдавской Республики, работал в должности прокурора Дубоссарского района ПМР до 1997.
С 1997 по 2000 — прокурор Тирасполя.
С ноября 2000 по июнь 2001 — военный прокурор Приднестровской Молдавской Республики — заместитель прокурора республики. Утверждён Верховным советом ПМР. Государственный советник юстиции 3-го класса. В июне 2001 уволился из органов прокуратуры по собственному желанию.
С 2001 по октябрь 2005 занимал должность президента ФК «Тирасполь».
С октября 2005 по октябрь 2006 — министр юстиции Приднестровской Молдавской Республики.
С октября 2006 по 10 октября 2012 — Прокурор Приднестровской Молдавской Республики. В апреле 2012 подавал прошение об отставке, но депутаты Верховного совета ПМР не приняли отставку. С 10 октября 2012 на пенсии.
С 17 декабря 2016 — вновь Прокурор Приднестровской Молдавской Республики. Назначен Постановлением Верховного Совета ПМР № 936.

## Награды и звания
- Орден Республики (2025)[7][8]
- Орден Почёта
- Орден «За заслуги» I степени
- Медаль «За трудовую доблесть»
- Медаль «Защитнику Приднестровья»
- Медаль «10 лет Приднестровской Молдавской Республике»
- Медаль «20 лет Приднестровской Молдавской Республике»
- Медаль «25 лет Приднестровской Молдавской Республике»
- Медаль «30 лет Приднестровской Молдавской Республике»
- Медаль «За безупречную службу» III степени
- Медаль «75 лет Победы в Великой Отечественной войне 1941—1945 гг.»
- Нагрудный знак «Почётный работник юстиции Приднестровской Молдавской Республики»[9]
- Почётное звание «Заслуженный юрист Приднестровской Молдавской Республики»
- Почётное звание «Заслуженный работник Приднестровской Молдавской Республики»
- Грамота Президента Приднестровской Молдавской Республики
- Ветеран Прокуратуры Приднестровской Молдавской Республики

## Классный чин
- Государственный советник юстиции 1-го класса (17 марта 2020)[10]